# Fulur
Fulur is een bestuurslaag in het regentschap Belu van de provincie Oost-Nusa Tenggara, Indonesië. Fulur telt 1895 inwoners (volkstelling 2010).